# Slazenger
Slazenger ( /ˈslæzəndʒər/) es una marca británica de equipamiento deportivo, propiedad del Frasers Group (anteriormente, Sports Direct). Es una de las marcas deportivas más antiguas del mundo, fundada como tienda de artículos deportivos en 1881 por los hermanos Ralph y Albert Slazenger en Cannon Street, Londres. La firma fue adquirida en 1959 por Dunlop Rubber, que a su vez fue absorbida por BTR en 1985. Sports Direct adquirió la empresa en 2004.
Frasers Group ofrece una gama de productos bajo la marca Slazenger, que incluye equipamiento para críquet, hockey sobre hierba, golf, natación y tenis, además de una línea de ropa. Slazenger produjo el balón oficial para la copa Mundial de Fútbol de 1966.
La firma cuenta con el patrocinio deportivo más longevo del mundo gracias a su asociación con el Campeonato de Tenis de Wimbledon, proporcionando pelotas para el torneo desde 1902.

## Historia
En 1881, Ralph y Albert Slazenger, hermanos judíos de Mánchester, abrieron una tienda en la Cannon Street de Londres para vender artículos deportivos de caucho. Slazenger se convirtió rápidamente en un fabricante líder de equipamiento deportivo para golf y tenis. Cuatro años después de que el All England Lawn Tennis and Croquet Club celebrara su primer campeonato en 1877, Slazenger produjo "El Nuevo Juego del Tenis sobre Césped" (raquetas y pelotas de tenis) completo en una caja. En 1883, Slazenger solicitó una patente para una red para tenis de mesa.
Su planta en Barnsley, South Yorkshire, fabricaba pelotas de tenis y las exportaba a todo el mundo. La planta cerró en 2002 y la producción se centra actualmente en Filipinas.
En 1902, Slazenger fue nombrado proveedor oficial de pelotas de tenis para los Campeonatos de Wimbledon, y este sigue siendo el patrocinio deportivo ininterrumpido más largo de la historia.
En 1910, se constituyó una empresa de capital abierto para adquirir Slazenger and Sons, "fabricantes de material deportivo, caucho de la India, gutapercha y artículos impermeables, comerciantes y distribuidores de cuero", que salió a bolsa. En 1931, Slazenger adquirió H. Gradidge and Sons.

### Años de guerra (1939-1945)
Durante la Segunda Guerra Mundial, Slazenger, al igual que la mayoría de los fabricantes de artículos no esenciales en el Reino Unido, reorientó su producción hacia la fabricación de una amplia variedad de componentes para fines militares, aprovechando su experiencia en la fabricación de artículos de madera y de caucho.
El 15 de septiembre de 1940, durante el blitz alemán sobre Londres, las bombas incendiarias cayeron sobre la fábrica de Slazenger y sobre la de Gradidge en Woolwich. La fábrica competidora de William Sykes Ltd en Horbury no sufrió daños tras los bombardeos. Slazenger y Gradidge pudieron continuar la producción en otras instalaciones, pero iniciaron una serie de fusiones con empresas competidoras. En 1942, adquirió William Sykes Ltd para ampliar sus instalaciones de producción en tiempos de guerra. Alrededor de 1940, Slazenger adquirió F. H. Ayres. Fundada en 1810 por Edward Ayres, la empresa fabricaba una gama de equipos deportivos, pero era más conocida como fabricante de alta calidad de equipos para tiro con arco, y en particular del arco largo, como se le conoce comúnmente.
A continuación se presenta un resumen de algunos de los contratos más importantes de la compañía para el Gobierno del Reino Unido, completados entre 1939 y 1945, según lo registrado por Slazenger, Gradidge, Sykes y Ayres en 1946:
| Accesorios para Fusil – N.° 4, Mark 1                      | - 858.500 juegos. Cada juego incluye: 1 culata, 1 guarda y 1 juego de guardamanos (delantero y trasero). - 95.222 culatas - 150.000 guardamanos - 200.000 guardamanos delanteros - 200.000 guardamanos traseros |
| Culatas de carabina para el subfusil Lanchester            | 80.000 |
| Tapones de madera para fugas                               | 430.000 |
| Bayoneta n.° 5, Mark 1, empuñaduras para zurdos y diestros | 466.500 |
| Tapones de madera para fugas                               | 430.000 |
| Capuchones de detonador                                    | 17.500.000 |
| Gafas protectoras estándar para nieve y arena              | 3.000.000 |
| Guantes de transporte motorizado                           | 280.335 pares |
| Guantes Workman de las Fuerzas Armadas de EE. UU.          | 122.450 pares |
| Guantes de boxeo de 8 onzas con cordones                   | 22.239 pares |
| Guantes de boxeo de 8 onzas de elastómero                  | 19.394 pares |
| Fundas para machete de hoja de 15 pulgadas                 | 250.400 |

En Australia, Slazenger fabricó lanchas navales en Newcastle, Nueva Gales del Sur, para el esfuerzo bélico del país.

### En su apogeo
En su apogeo, los productos del grupo Slazenger, Gradidge, Sykes y Ayres se comercializaban en todo el mundo, con distribuidores o agentes autorizados y/o plantas de fabricación con las que la compañía tenía asociaciones o acuerdos de licencia. Contaba con distribuidores en Nueva Zelanda y África, así como en lugares remotos como Islandia, Terranova y Labrador, Madagascar y Bolivia.

### Venta de la marca
En la época en que las raquetas de tenis de madera no tenían rival, marcas como Slazenger y Dunlop dominaban el mercado global. Sin embargo, con el aumento de la popularidad de las raquetas de tenis metálicas a principios de la década de 1980 y la rápida transición a materiales compuestos aún más populares, como el plástico reforzado con vidrio, la fibra de carbono y el Kevlar, surgieron más marcas que se popularizaron gracias a su capacidad para satisfacer las tendencias de consumo y la demanda de la nueva tecnología. Slazenger, en cambio, reaccionó con lentitud. La empresa no pudo reorientar sus fábricas para fabricar productos con los nuevos materiales, y ya contaba con una importante inversión en plantas y materias primas. La empresa intentó comercializar su producto en el mercado, utilizando la calidad como argumento de venta único, pero la calidad de los productos importados de sus competidores mejoró rápidamente y Slazenger perdió popularidad y prominencia.
- 1959: Ralph Slazenger Jr. vendió el negocio familiar a Dunlop Rubber.[16]
- 1985: Dunlop Rubber fue adquirida por BTR plc, que formó un Grupo Deportivo que fusionó Slazenger con los productos de la marca Dunlop Sport.
- 1996: BTR vendió Dunlop Sport mediante una compra por parte de la dirección por 300 millones de libras esterlinas. La compra contó con el respaldo de la sociedad de inversión Cinven. La nueva empresa se conocería como "Dunlop Slazenger".[17]
- 2004: CINVen vendió Dunlop Slazenger por un valor estimado de 40 millones de libras a Sports Direct International,[1] quien, a su vez, vendió los derechos de la marca «Slazenger Golf» en Europa a JJB Sports.[18]

### Derechos globales y licencias
La compra de Dunlop Slazenger por Sports World International (SWI) no otorgó derechos globales a la marca. SWI optó por no diversificar las marcas que adquirió internamente, lo que supondría una carga para sus propios recursos y finanzas, sino licenciarlas globalmente. Con Slazenger, esto se logró con éxito, ya que el nombre Slazenger se puede ver en una amplia gama de productos que antes no se asociaban con la marca, como gafas de sol, artículos de tocador y bicicletas estáticas.
En Australia y Nueva Zelanda, la marca Slazenger es propiedad de Pacific Brands, cuya licencia le otorga derechos completos y exclusivos para vender y distribuir en esos territorios. Desde principios de la década de 2000, debido a una mala gestión, las ventas se desplomaron. En lugar de invertir en la marca, la gerencia de Slazenger comenzó a reducir su personal, cerrar sucursales, recortar patrocinios históricos y reducir costos en otras áreas de la empresa. A pesar de estas medidas radicales, la marca Slazenger no ofreció un retorno real a Pacific Brands, y en la temporada 2010/11 la sublicenciaron a Spartan Sports, empresa que operaba en Australia desde 2005 y es propiedad de Spartan Sports en Jallandhar, India (fundada en 1954).

## Productos
La gama de productos de la marca Slazenger incluye:
| Deporte / tipo           | Productos |
| ------------------------ | --- |
| Críquet                  | Bates, bolas, uniformes, cascos, calzado, guantes, alfombrillas                                                   |
| Hockey sobre hierba      | Estics, bolas, guantes, máscaras para los guardametas                                                             |
| Golf                     | Palos, bolas |
| Natación                 | Trajes de baño |
| Tenis                    | Raquetas, pelotas, zapatillas                                                                                     |
| Ropa deportiva (general) | Camisetas, polos, chaquetas, sudaderas, forros polares, suéteres, pantalones, pantalones cortos, prendas de licra |
| Accesorios (general)     | Bolsas, relojes, gafas de sol                                                                                     |

## Patrocinios

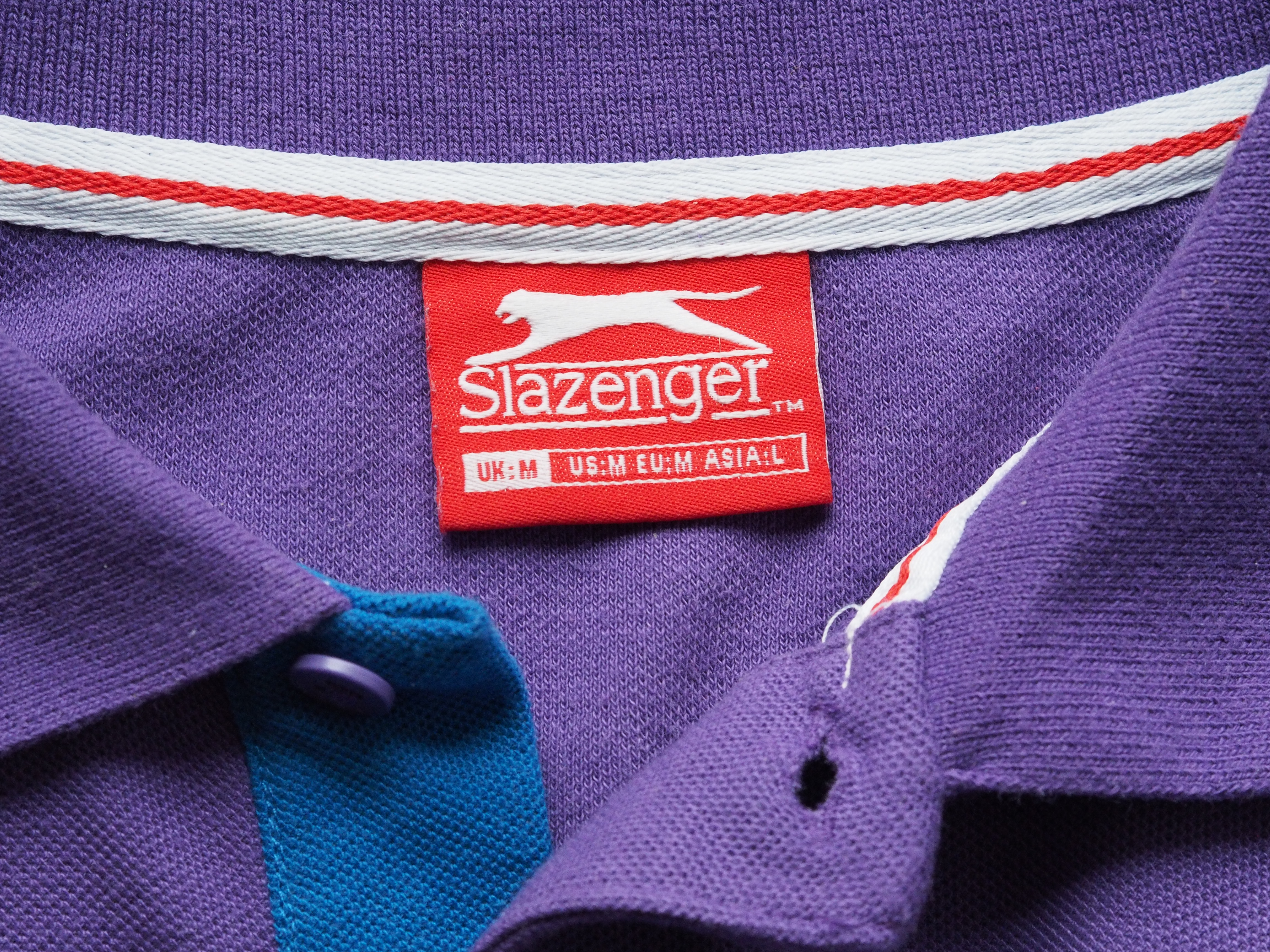
Etiqueta de Slazenger en un polo

Durante su apogeo, muchos jugadores famosos de críquet, como Don Bradman, Garfield Sobers, Sir Viv Richards, Sir Len Hutton, Denis Compton]], Rohan Kanhai, Mark Waugh, Jacques Henry Kallis, Jason Roy, James Anderson y Geoffrey Boycott, usaron palas y productos Slazenger. La Selección de críquet de Pakistán lució la equipación de Slazenger en su campaña ganadora durante el 2009 ICC World Twenty20. En tenis, Fred Perry cambió a raquetas de tenis Slazenger en 1932 antes de ganar su primer título de Wimbledon en 1934.
También hay muchos jugadores famosos de golf que han usado productos Slazenger, como Jack Nicklaus, Severiano Ballesteros, Tom Weiskopf, Tom Watson y Johnny Miller. Los primeros palos de golf Slazenger fueron fabricados para el  Glasgow Golf Club por Gow  en 1890, seguidos por su primera pelota de golf, la 'Guttie', en 1891; Harold Hilton ganó el Abierto Británico de Golf en 1892 y en 1897 usando pelotas de golf Slazenger. Además de los jugadores de golf profesionales, la estrella de cine Sean Connery también usó el suéter de cuello en V de Slazenger mientras jugaba al golf en su tiempo libre. Además, en la escena de golf de la película de James Bond Goldfinger (1964), ambientada en el Stoke Park Golf Club de Buckinghamshire, lleva un jersey Slazenger color burdeos con cuello en V, y la marca de pelotas de golf Slazenger se muestra en pantalla y se menciona varias veces en los diálogos (Bond: "Juegas con una Slazenger 1, ¿verdad?), ya que desempeñan un asunto clave de la trama.